# Zephronia testacea
Zephronia testacea är en mångfotingart som först beskrevs av Olivier.  Zephronia testacea ingår i släktet Zephronia och familjen Zephroniidae. Inga underarter finns listade i Catalogue of Life.